# Aljoša Jerič
Aljoša Jerič, slovenski bobnar, 5. marec 1973, Koper, Slovenija.
Že kot otrok je bil v stiku s kulturnim dogajanjem, saj sta starša delala za lokalno televizijsko postajo in časopis. Končal je koprsko gimnazijo ter po končani glasbeni šoli v Kopru, se je leta 1991 vpisal na tržaški konzervatorij na študij tolkal. Po pridobljenem znanju je prejel veliko vabil za igranje v najrazličnejših zasedbah, od pihalnih orkestrov do »dixieland« skupin ter kasneje jazz-rock zasedb. Vzporedno s formalnim izobraževanjem na področju klasične glasbe, se je Aljoša zanimal tudi za glasbeno znanje na področju jazza ter afro-kubansko glasbe. Potoval je po svetu, predvsem v glasbene prestolnice kot sta New York in Havana, kjer se je med drugim tudi srečal in učil od naslednjih mojstrov glasbe: Reggie Workman, Jimmy Cobb, Albert »Tootsie« Heat, Sam Ulano, Nat Adderley, Victor Lewis, Jose Luis Quintana »Changuito«, Steve Berrios ter Bobby Sanabria.
Leta 1996 je diplomiral iz klasičnih tolkal. Aljoša je od leta 1991 do leta 2003 živel ter ustvarjal v Trstu. To je bilo obdobje intenzivnega koncertiranja ter sodelovanja z najrazličnejšimi glasbeniki. Najpomembnejša sodelovanja ter snemanja z glasbeniki iz tega obdobja so: Mark Turner, Matt Bruwer, Toni Perez, Hector Martignon, Barry Harris, Renato Chicco, Duško Gojković, Peter Mihelič, Igor Leonardi, Giovanni Maier, Danilo Gallo, Marc Abrams, Gianni Basso, Wolfgang Puschnig, Francesco Bigoni, Gianluca Petrella, Daniele D'agaro, Tobias Delius, Francesco Bearzatti, Sandro Gibellini, Primus Sitter, Primož Grašič, Dejan Pečenko, Kyle Gregory, Peter Herbolzheimer, Big Band RTV Slovenija, Ocho Rios, Steve Gut, Fabrizio Bosso.
Poleg delovanja v različnih zasedbah je ustanovil kvartet z imenom Aljoša Jerič Quartet, s katerim je izdal tudi zgoščenko The Venice Session.
Od leta 2003 dalje, Aljoša ponovno živi v Sloveniji.
Leta 2006 se je lotil podjetništva ter se oddaljil od glasbenega ustvarjanja. Skupaj s soprogo sta ustanovila podjetje Dometra d.o.o., ki nudi storitve inženiringa, oblikovanja in programiranja sistemov za avtomatizacijo zgradb. Je diplomiran ekonomist UP Fakultete za management v Kopru.
Na državnozborskih volitvah leta 2011 je kandidiral na listi Pozitivne Slovenije.
Leta 2013 je bil potrjen kot nadomestni poslanec v državnem zboru.
V obdobju od 1993 do 2018 je kot tolkalec v različnih zasedbah z domačimi in tujimi glasbeniki posnel oziroma sodeloval pri izdaji 38-ih zgoščenk. 
Diskografija

- 1993: CD BigBand RTV Slovenije – Peter Herboltzheimer
- 1994: CD Danilo Kocjančič & Friends
- 1995: VHS Vlado Kreslin – Nekega jutra ko se zdani
- 1996: CD Vlado Kreslin – Pikapolonica; CD Adi Smolar – Saj te prime pa te mine;
CD Boris Perme – Žozefina in ostalo
- 1997: CD Halo – Anita ni nikoli…
- 1999: CD Čuki – Čuki & Štorklje
- 2000: CD Alenka Godec & BigBand RTV SLO, Vse ob pravem času; 
CD Slavko Ivančič – Črta; 
CD Furlanič Tulio – Brez rdeče niti;
CD GaetanoValli & Nevio Zaninotto – KIDS;
CD Andrea Allione – Vostok 9
- 2001: CD Elevators – Elevators Music; CD Katrinas – Letim; 
CD Vitaly y su timba Havanera – Desnudar tu Cuerpo
- 2002: CD Cubismo – Junglesalsa;
CD Terra Mystica– Axis;
CD Caminoigra – A new child
- 2003: CD Gaetano Valli – Oltre Confine; 
CD Halo – V živo
- 2004: CD Aljoša Jerič Quartet, The Venice Session;
CD Aljoša Jerič Quartet, Jazz Club Novecento;
CD Jankovič Lara P. – Pred vami stojim gola; 
CD Vitalij Osmačko – Svetlobe v žitu
- 2005: CD Osmiza – Pop gossip;
CD Zoran Škrinjar – The magic voice of miss miste...
- 2007: CD Cubismo – Autobus Calypso; 
CD DhyanaJazz Project – Quintessenze
- 2008: CD Samo Šalamon & Aljoša Jerič Quart. Feat. Mark Turner – Mamasaal; 
CD Fake Orchestra – Made in China
- 2009: CD Riccesi Zanoner Quartet – Night Ways
- 2010: CD Gaetano Valli – Suoni&Luoghi
- 2011: CD Falsopiano – 8888
- 2012: CD Cene Resnik Quartet – Joyfull Spontaneity
- 2014: CD Cene Resnik Quartet – From the Sky
- 2017: CD Gaetano Valli – Hallways
- 2018: CD Lorena Favot – Landscapes
- 2021: CD Al Castellana – The Right Place To Be
- 2022: CD Ani Frece – Hotel za srečo
- 2023: CD Artbeaters – De Call 